# 威士忌
威士忌是一種以發酵穀物製成的蒸餾酒精飲料。不同種類的穀物能夠製成不同種類的威士忌，像是：大麥、黑麥、小麥、玉米。威士忌通常於木桶中陳放，這些木桶的材質大多為北美白橡。
威士忌是在世界各地皆受到嚴謹規範的烈酒，並有著不同的等級和種類，但皆有著穀物發酵、蒸餾、以及於木桶中陳釀等典型的統一特徵。

## 定義
廣義解釋，“威士忌”是所有以穀物為原料所製造出來的蒸餾酒之通稱。雖然在傳統觀念上，許多人都認為威士忌是以大麥為原料製造，但實際上卻不是如此。這樣的情況有點類似白蘭地，雖然許多人都認為只有以葡萄酒為原料所製造出來的蒸餾酒才叫白蘭地，但事實上，白蘭地這名詞泛指所有以水果酒為原料所製造出來的蒸餾酒。
威士忌這名詞本身的定義並不是非常嚴謹，除了只能使用穀物（Cereals/Grains）作為原料這個較為明確的規則外，有時剛蒸餾完畢還處於新酒狀態的威士忌呈現透明色，本身特性其實與其他的中性烈酒（Neutral Spirits，如伏特加、白色蘭姆酒）差異並不大。除了美国的摩闪威士忌（Moonshine whiskey）外, 幾乎所有種類的威士忌都需要在橡木桶中陳年一定時間之後才能裝瓶出售，因此可以把陳年這道手續列為製造威士忌酒的必要過程。除此之外，要能在蒸餾的過程之中保留下穀物的原味，以便能和純穀物製造且經過過濾處理的伏特加或西洋穀物酒（例如Everclear）區別，是威士忌另一個較為明確的定義性要求。
除了上面兩個重點以外，威士忌這個酒種並沒有很明確的分類邊界可以明確定義。相比之下，一些比較細目的威士忌分類反而擁有非常嚴謹的定義甚至分類法規。這樣的定义特性类似于中国對白酒的定义方式，同樣都是同屬一類但主要成份可能差异很大的酒類。另一些國家法規允許添加酒用焦糖作為調色用，以讓經過木桶熟成的陳年威士忌，於大量生產時能確保顏色的一致性。

## 詞語來源
在中文，威士忌是由英語單詞「Whisky / Ｗhiskey」音譯而來。而Whisky一詞則是由古典蓋爾語單詞「uisce / uisge」英語化而來，原意為「水」。蒸餾酒在拉丁文中叫做「aqua vitae」(生命之水)，翻譯成愛爾蘭語便成為「uisce beatha」，以及蓋爾語「uisge beatha」(拼音：[ˈɯʃkʲə ˈbɛhə] )。早期威士忌的英語單詞有：uskebeaghe (1581)、usquebaugh (1610)、usquebath (1621)、usquebae (1715)。

### 名稱和拼法
威士忌常見的英文名大多為「Whisky」及「Whiskey」。至於為什麼有不同的拼法有兩種主張：一是主張這樣的拼字不同單純只是地區不同所造成的差異，顯示了拼法的不同是為了不同的目標群眾又或是個人的拼字喜好所致。二則主張不同的拼法須配合不同威士忌的種類、風格、或產地。但一致的認知是，當在撰文時需拼寫其酒標上的正確名稱時，不應更改酒標上原有的拼法。
「Whiskey」這個拼法在美國及愛爾蘭非常普遍，而「Whisky」則用於其他所有產威士忌的國家。不過在美國並沒有使用特定拼法，在18世紀晚期至19世紀中期，美國作家在撰文上皆有使用這兩種拼法，直至《報紙風格指南》問世。自1960年代，美國作家開始使用Whiskey作為在美國生產之陳年穀物烈酒的拼法，而Whisky則用在美國以外生產的陳年穀物烈酒。不過有些美國的著名品牌像是George Dickel、Maker's Mark、Old Forester依然在他們的酒標上使用Whisky；美國的烈酒法規「蒸餾酒定義標準」也使用Whisky的拼法。
於蘇格蘭生產的威士忌在中文裡即稱「蘇格蘭威士忌」，在英語系國家則稱之為「Scotch whisky」，或簡稱「Scotch」（特別是北美）。

## 歷史
蒸餾的技巧可能來自公元前兩世紀於美索不達米亞的巴比倫人，當時他們蒸餾香水及香精，不過對於考古證據的詮釋依然存有不確定性及討論空間。而最早能夠確定的蒸餾技術則是於公元一世紀在埃及亞歷山卓由希臘人所使用，但是那並非用於蒸餾酒精。中世紀的阿拉伯人採用了希臘人的蒸餾技巧，阿拉伯文的文字記錄開始在九世紀出現，不過這些依然不是用來蒸餾酒精。蒸餾技術由阿拉伯人傳遞給了拉丁人，而最早的記錄出現在12世紀早期。最早的酒精蒸餾記錄來自於13世紀的義大利，當時蒸餾酒精的來源為葡萄酒。早期蒸餾技術的敘述來自Ramon Llull，它廣泛的被中世紀的修道院所使用，大多用於製藥，以治療像是脹氣或天花等。
蒸餾的工藝在15世紀前傳播到了蘇格蘭及愛爾蘭，和歐洲其他地區常見的蒸餾「生命之水」一樣，主要用途為製藥目的。藥用蒸餾技術最終由當時的專業醫療人員傳遞給世人。最早可知提到威士忌的著作是於17世紀一部叫「Annals of Clonmacnoise」的愛爾蘭編年史，當中提到首領在聖誕節時因「喝了太多的生命之水」而身亡。在蘇格蘭，最早威士忌製造的證據來自於1494年皇家金庫卷軸中的一筆條目，上頭寫著「以國王的命令，將麥芽送至修道士John Cor手上以製造生命之水，足以生產大概500瓶」。
史料顯示蘇格蘭國王詹姆斯四世相當喜愛蘇格蘭威士忌，在1506年於丹地手術醫師公會收購了大量的威士忌，當時公會具有獨佔生產的地位。16世紀宗教改革運動盛行，英國國王亨利八世推行了英格蘭宗教改革，在1536至1541年期間解散了大量天主教的修道院，也迫使許多天主教修道士還俗，這些修道士為了自力更生，也開始在農場與家中自製威士忌。
這時的蒸餾技術依然還在起始階段，當時的威士忌本身並無法陳年，因此與現代的威士忌相比，嚐起來濃烈又粗糙。文藝復興時期的威士忌還是非常強勁也不會被稀釋。不過隨著時代演進，威士忌漸漸成為了較柔順的飲品。
因自1608年就持有愛爾蘭威士忌的釀造許可證，位在北愛爾蘭的老波希米爾蒸餾廠是世界上最古老的有牌威士忌酒廠。
在《1707年聯合法令》頒佈、英格蘭與蘇格蘭合邦之後稅率急劇地上漲。
1725年麥芽稅開徵後，多數的蘇格蘭酒廠要不是倒閉就是被迫地下經營，大眾把蘇格蘭威士忌藏進教堂、祭壇、墓園，甚至棺材等任何空間，以躲避稅官的查緝。蘇格蘭的釀酒人用自製的蒸餾器，並在黑夜中蒸餾烈酒，如此煙霧在夜色中才不會被發現，而「月光」(Moonshine)因此而得名，用來泛指私釀酒。在這時間，估計有超過一半產量的蘇格蘭威士忌是非法的。
威士忌在美國獨立戰爭中被用來當作貨幣，喬治·華盛頓在維農山莊擁有一座大型蒸餾廠。因英國美洲殖民地腹地和不健全的交通網絡，農夫們覺得將玉米製成威士忌，利潤較高，也較容易運送至市場。在美國歷史上，威士忌是相當受渴求的貨物，所以當1791年對於威士忌額外的消費稅開始徵收後，爆發了威士忌暴亂。
飲用蘇格蘭威士忌的習慣在19世紀傳到了印度。第一座蒸餾廠在1820年建於印度卡紹利，酒廠的營運很快地轉移到了附近的索蘭，靠近印英的夏都西姆拉，那裡有著充沛的泉水供給。
1823年英國通過了消費稅法，以法治規範了烈酒蒸餾，這也才實際的終結了蘇格蘭私酒的大規模製造。
1831年Aeneas Coffey註冊了「考菲蒸餾器」（連續式蒸餾），讓蒸餾威士忌的成本更低也更有效率。1850年Andrew Usher開始生產一種調和威士忌，混合了傳統的塔式蒸餾以及考菲蒸餾所產出的威士忌。這種新的蒸餾方式遭到愛爾蘭釀酒人嘲笑，他們堅持使用傳統的蒸餾塔，許多愛爾蘭人爭論新蒸餾法所產出的烈酒在事實上不能被稱為威士忌。
1880年代，法國的白蘭地產業遭到根瘤蚜蟲害重挫，摧毀了大部分的葡萄田，因此造成威士忌成為了許多市場上的主要酒品。
在從1920至1933年美國禁酒令期間，所有酒精濃度千分之五以上酒品銷售一律禁止。不過美國政府開放了「藥用威士忌」，威士忌能夠透過醫生開立處方箋並在有執照的藥局中取得，這讓美國的連鎖藥局沃尔格林（Walgreen）從原本的20間店擴張至400間，醫生也為了討好「患者」，隨意開立「威士忌處方」，透過「威士忌處方」，每年發放了超過一百萬加侖的酒，主要都是威士忌，公家也不願理會或查禁。

## 製造生產

### 蒸餾
製造威士忌的蒸餾器通常以銅製成，因為它能去除酒精中讓威士忌不好喝的硫基化合物。現代的蒸餾塔則以不鏽鋼製造並在內層佈上銅金屬。最單純的標準蒸餾裝置是「壺式蒸餾器」，底層有著茶壺狀的加熱室，頂端連接著修長的頸部以收集純化的酒液。「柱式蒸餾器」（又稱連續蒸餾）常用於穀物威士忌的製造並且是波本及其他美國威士忌最常使用的蒸餾形式，連續蒸餾的原理就像是一連串的壺式蒸餾。壺式蒸餾所產出的酒精濃度大約能達到40至60%，而連續蒸餾則能夠達到95.6%的酒精濃度。

### 陳年
威士忌並不會在瓶中陳年，只會在木桶中，因此威士忌「年紀」的計算是從蒸餾至裝瓶所經過的時間。這段時間也反映了木桶與威士忌接觸與相互作用的程度，進而改變酒液的化學成份和風味。在酒瓶中久放多年的威士忌可能因稀有性而提升金錢價值，但這並不會讓威士忌的年份增加，也不會讓酒更好喝。在木桶中經過10至20年的陳年之後，額外陳年時間並不一定會改善威士忌的風味。
在木製酒桶（特別是美國橡木桶和法國橡木桶）中陳年的同時，威士忌經歷了六個過程，讓酒液具有最終的風味：萃取、蒸發、氧化、濃縮、過濾、著色。尤其「萃取」這個過程會讓威士忌獲得許多化合物，包括醛和酸，如香蘭素，香草酸和丁香醛。釀酒師有時也會將威士忌裝進先前儲藏其他酒類的木桶，像蘭姆酒、葡萄酒的木桶中陳年，以在威士忌中加入特定風味。

### 包裝
多數的威士忌在裝瓶販售時的酒精濃度大約在40%，40%的酒精濃度也是某些國家對於威士忌的法定下限。威士忌的酒精濃度也可以高過40%，有些以木桶濃度出來、未稀釋直接裝瓶的威士忌（Cask Strength）甚至可以達到兩倍以上的酒精濃度。

### 出口
威士忌大概是蘇格蘭製造最有名的產品，出口量在截至2012年的這十年間增加了87%，為英國經濟貢獻了42.5億英鎊，是所有食物和飲料出口總額的1/4。以2012年為例，美國是最大蘇格蘭威士忌市場（6.55億英鎊），緊接著是法國（5.35億英鎊），威士忌是英國前五大賺錢的出口製造以及支撐了其國內35000個工作機會。法定的威士忌產區包括斯貝賽（Speyside）、艾雷島（Isle of Islay），這兩個地區的八座酒廠提供了主要的就業機會來源。在許多地區威士忌產業與觀光業有著密切的關聯，許多酒廠是當地的觀光景點，每年為英國增加3千萬英鎊的收益。
在2011年，有70%的加拿大威士忌用於出口，其中60%出口至美國，剩餘的則到了亞洲及歐洲。加拿大威士忌在美國有著1千500萬桶的銷售量。

## 種類列表
依照生產地區、使用原料或製造方式的不同，威士忌也分為很多種類。有些種類的威士忌針對原料、製造過程與生產地點擁有很明確的定義，乃至於制訂國家標準來規範之（例如蘇格蘭威士忌、波本威士忌），但有些種類的威士忌卻只是一種通稱或慣稱而已。世界上常見的威士忌種類有以下幾種：
- 麥芽威士忌：主要以發芽大麥製成。
- 穀物威士忌：則以任意穀物製成。

麥芽及穀物威士忌以下列幾種方式調和：
- 單一麥芽威士忌：在單一酒廠中以單一種發芽穀物釀造。除非標示單一木桶，否則一瓶威士忌裡包含了來自不同木桶、不同年紀的酒液，所以調酒師的風格能夠被辨識為一家酒廠的典型風格。單一麥芽威士忌冠著酒廠名稱、以及年紀、又或許標示一些特別處理－例如在葡萄酒桶中陳年等等。
- 調和麥芽威士忌：混和了來自不同酒廠的單一麥芽威士忌。如果一瓶威士忌上標示著"純麥芽"（Pure Malt）或"麥芽"(Malt)，那幾乎可以肯定它是一瓶調和麥芽威士忌。雖然中文皆稱為調和麥芽威士忌，較正式名稱則稱為"Vatted Malt"
- 調和威士忌：混和了不同種類的威士忌。一種調味包含了許多不同酒廠的風味，以達成穩定統一的品牌風格，因此品牌名稱也許會忽略掉酒廠名稱。大多數的蘇格蘭、愛爾蘭、以及加拿大威士忌皆以調和的形式販售，即使是單一酒廠的威士忌。美國的調和威士忌可能含有中性烈酒。
- 原桶強度（Cask Strength或Barrel Proof）威士忌：簡稱「桶強」，指在裝瓶前不加水勾兌酒精濃度，這些威士忌通常會簡單過濾或不過濾，從酒桶裝瓶，相當稀有，通常只有最上等的威士忌才會這麼裝瓶。
- 單一木桶（Single Cask 或 Single Barrel）威士忌：來自單獨一個木桶內的酒液，酒瓶上經常會標上特定的酒桶號碼以及瓶身號碼。同一品牌威士忌來自不同木桶，風味上有著顯著的不同。

### 美國
美國威士忌是以穀類發酵製成。它必須具有威士忌的風味，香氣和其他特徵。美國聯邦政府所規範的威士忌種類有：
- 波本威士忌（Bourbon Whiskey）：必須含有至少51%的玉米並且在新燒製的橡木桶中陳年。
- 玉米威士忌（Corn Whiskey）：必須含有至少80%的玉米，可不陳年，如果陳年，必須使用未經燒烤的或是使用過的橡木桶。
- 麥芽威士忌（Malt Whiskey）：必須含有至少51%的發芽大麥。
- 裸麥威士忌（Rye Whiskey）：必須含有至少51%的黑麥。
- 裸麥芽威士忌（Malted Rye Whiskey）：必須含有至少51%的發芽黑麥。
- 小麥威士忌（Wheat Whiskey）：必須含有至少51%的小麥。

這些美國威士忌不得蒸餾超過80%的酒精濃度，裝入橡木桶不得超過125標準酒度。只有水能夠加入最終成品，不允許調色或調味。美國威士忌必須在新燒製的橡木桶中陳年，除了玉米威士忌，它不須陳年，但如果陳年，則必須使用沒有燒灼過的橡木桶或是舊的橡木桶。玉米威士忌經常不經陳年並以合法版本的月光酒（Moonshine / 私釀酒）販售。
並沒有法律規定烈酒必須陳年多久才能被稱為威士忌，但如果這些威士忌陳年超過2年以上，會在名稱加上"Straight"。例如：Straight Rye Whiskey。如果一瓶威士忌符合上述各項標準，但其成份少於51%的任一特定穀類，那麼此威士忌能夠就叫做Straight Whiskey而不需在其名稱中提及特定穀物。
美國法規也認可其他威士忌種類，包括：
- 調和威士忌：混合了Straight Whiskey以及中性穀物烈酒，並得以調色及調味。不過中性烈酒的百分比必須標示於瓶身，最高能達80%。
- 淡威士忌：於美國製造、酒精濃度達80%並儲存於舊橡木桶或是未灼燒的新橡木桶。
- 烈酒威士忌：混合了中性穀物烈酒以及5%以上20%以下的Straight Whiskey。

另一個重要的名稱是「田納西威士忌」，像是Jack Daniel's、George Dickel、Collier and McKeel、以及Benjamin Prichard's。田納西威士忌的主要不同之處是它在陳年之前必須經過糖楓木炭過濾，也就是所謂的"林肯郡處理流程"。其餘的製造過程則與波本威士忌相同。以"田納西威士忌"名稱出售的威士忌在北美自由貿易協定之下定義為波本威士忌。同樣的，它也需要符合加拿大法律對於波本威士忌之定義。

### 其他國家和地區
以下國家亦有生產威士忌:
- 愛爾蘭
- 加拿大
- 台灣
- 日本
- 印度
- 澳大利亞
- 紐西蘭
- 法國
- 瑞典
- 丹麥
- 芬蘭
- 喬治亞
- 德國
- 墨西哥
- 中華人民共和國

## 著名品牌
著名蘇格蘭调和威士忌品牌
- 皇家芝華士（Chivas Regal）
- 約翰走路（Johnnie Walker）
- 威雀（THE FAMOUSE GROUSE）
- 顺风（CUTTY SARK）
- 百齡罈（Ballantine's）
- 帝王（Dewar's）
- 白馬（WHITE HORSE）
- 教師（Teachers）
- VAT 69
- 三只猴子（Monkey Shoulder）

著名蘇格蘭单一麦芽威士忌品牌
- 百富（Balvenie）
- 格蘭傑（Glenmorangie）
- 麥卡倫（Macallan）
- 云顶（Springbank）
- 波摩（Bowmore）
- 高原骑士（Highland Park）
- 拉弗格（Laphroaig）
- 格蘭利威（Glenlivet）
- 泰斯卡（Talisker）
- 克里尼利基（Clynelish）
- 奔尼富（Ben Nevis）
- 格蘭多纳（GlenDronach）
- 阿贝（Ardbeg）
- 格蘭菲迪（Glenfiddich）
- 卡爾里拉（Caol Ila）
- 拉加维林（Lagavulin）
- 詩貝（SPEY）

美国與加拿大威士忌
- 加拿大俱樂部威士忌（Canadian Club）
- 杰克丹尼（Jack Daniel's）
- 金賓 (Jim Beam)
- 野火雞（Wild Turkey）
- 布克（Booker's）
- Maker's Mark

澳大利亞威士忌
- 新南威爾斯省：Archie Rose、Manly Spirits
- 南澳洲省：Adelaide Hills、Fleurieu、Smith's Angaston、5Nines
- 塔斯曼尼亞：Lark、Sullivan Cove、Hellyers Road
- 維多利亞省：Starward、Bakery Hill
- 西澳洲省：Great Southern、Geographe、Grove、Whipper Snapper

日本威士忌
- 山崎 三得利
- 白州 三得利
- 知多 三得利
- 余市 朝日一甲
- 宫城峡 朝日一甲
- 驹之岳 MARS本坊酒造
- 富士 麒麟
- 伊知郎 Venture Whisky（秩父蒸馏所）
- 山樱 笠之川酒造
- 嘉之助 小正酿造
- 樱尾 中国酿造
- 厚岸 坚展实业
- 明石 江井ヶ嶋酒造
- 三郎丸 若鹤酒造

台灣威士忌
- 噶瑪蘭（Kavalan）金車
- Omar台酒

印度威士忌
- 雅沐特（ARMUT）
- 蘭普爾（RAMPUR）
- 保罗约翰（Paul John）

马来西亚威士忌
- Timah Winepak Corporation

中華人民共和國威士忌
- 吉斯圣堡 吉斯波尔酒业
- 青島威士忌 青島蒸餾所
- 叠川 保樂力加中國

## 相關連結
- 其他西洋烈酒：
  - 白蘭地
  - 龍舌蘭
  - 琴酒
  - 伏特加
  - 蘭姆酒

## 外部連結
- 蘇格蘭威士忌協會（页面存档备份，存于）（英文）
- Kıbrıs Alkol Fiyatları （页面存档备份，存于）